# Snåsavatnet
Il lago Snåsavatnet è un lago della Norvegia, tra i più importanti del Paese.
Il lago fu creato per erosione glaciale, evidente dalla forma come estensione del fiordo Trondheimsfjord. Il fiume Byaelva è emissario del lago e sfocia nel fiordo Beitstadfjorden, un ramo del Trondheimsfjord, nei pressi del comune di Steinkjer.
La strada europea E6 costeggia la sponda settentrionale del lago.